# Катя Паскалева
Катя Паскалева (болг. Катя Кирилова Паскалева; 18 вересня 1945, Петрич — 23 липня 2002, Софія) — болгарська акторка театру і кіно; заслужена акторка НРБ (1974).

## Біографія
У 1967 році закінчила Національну академію театрального мистецтва «Кръстьо Сарафов», навчалася в акторському класі Методі Андонова. Багато знімалась у болгарському кіно. Також працювала в драматичних театрах Болгарії — в Толбухіні (нині — Добрич), Пазарджику, Пловдиві, Софії. З 1985 року Паскалева — акторка Державного театру сатири ім. Алеко Константинова. 
Була членом Спілки болгарських кінематографістів, нагороджена різноманітними преміями та нагородами. Померла 23 липня 2002 року в Софії від раку горла, причиною якого стало багаторічне куріння.